# Ursul (serial)
Ursul este un serial american regizat de Christopher Storer și difuzat începând cu 23 iulie 2022 pe FX On Hulu, parte a serviciului de streaming Hulu. În rolurile principale sunt actorii Jeremy Allen White, Ebon Moss-Bachrach, Ayo Edebiri, Lionel Boyce, Liza Colón-Zayas și Abby Elliott.
Serialul a fost bine primit de critici, care au lăudat în mod deosebit actoria.
Acest serial poate fi urmărit și în România, pe platforma Disney+.

## Sinopsis
Un tânăr bucătar din lumea gastronomiei se întoarce la Chicago pentru a conduce magazinul de sandviciuri cu carne de vită italiană al familiei sale, după decesul fratelui său care condusese anterior restaurantul.

## Distribuție

### Actori principali
- Jeremy Allen White : Carmen „Carmy” Berzatto
- Ebon Moss-Bachrach : Richard „Richie” Jerimovich
- Ayo Edebiri :  Sydney Adamu
- Lionel Boyce : Marcus
- Liza Colón-Zayas : Tina
- Abby Elliott : Nathalie „Sugar” Berzatto

### Actori secundari
- Edwin Lee Gibson : Ebrahim
- Matty Matheson : Neil Fak
- Jose Cervantes: Angel
- Oliver Platt : Cicero
- Corey Hendrix : Gary
- Richard Esteras : Manny
- Chris Witaske : Pete

### Invitați
- Jon Bernthal: Michael „Mikey” Berzatto
- Joel McHale : bucătar-șef
- Molly Ringwald :  planificatoare de întâlniri Al-Anon
- Jamie Lee Curtis : Donna Berzatto (sezonul 2)
- Will Poulter : Luca, un chef specializat în desert, din Copenhaga care îl pregătește pe Marcus
- Bob Odenkirk : „Unchiul” Lee Lane
- Sarah Paulson : Michelle Berzatto
- John Mulaney : Stevie
- Olivia Colman : Chef Terry
- David Zayas : David, soțul Tinei
- John Cena : Sammy Fak, fratele lui Neil și Teddy
- Josh Hartnett : Frank, logodnicul lui Tiff
- Rob Reiner : Albert Schnur, consultant de afaceri și mentorul lui Ebraheim
- Brie Larson : Francie Fak

## Episoade

### Primul sezon (2022)
1. System : În vara anului 2022, bucătarul câștigător al premiului James Beard Carmen Berzatto, alias Carmy, se întoarce la familia sa din Chicago pentru a prelua The Original Beef of Chicagoland, un restaurant decrepit din cartierul River North. Fratele său Michael l-a deținut până la sinuciderea sa cu puțin timp înainte. Cel mai bun prieten al lui Michael, Richie Jerimovich, și personalul restaurantului rezistă cu încăpățânare schimbărilor propuse de Carmy pentru a-l moderniza. Carmy o întâlnește pe Sydney Adamu, un bucătar format la Institutul Culinar al Americii și originar din Chicago care vrea să-l ajute să pună din nou restaurantul pe drumul cel bun pentru că era cel preferat de tatăl ei.
2. Hands : O inspecție surpriză a sănătății dezvăluie crăpături în fundația restaurantului. Carmy se opune lui Richie.
3. Brigade : Carmy participă la Al-Anon. Sydney se luptă să câștige respectul personalului.
4. Dogs : Carmy și Richie pregătesc ziua de naștere a unui copil. Tina și Sydney lucrează împreună în timp ce Marcus face gogoși.
5. Sheridan : Lucrurile merg prost în bucătărie. Sydney găsește soluții.
6. Ceres : Richie observă că în cartier se produc schimări. Sugar și Carmy curăță biroul.
7. Review : O zi proastă în bucătărie. Tensiunea crește.
8. Braciole : Lucrurile scapă de sub control. Carmy se confruntă cu o decizie.

### Al doilea sezon (2023)
A fost postat pe 22 iunie 2023.
1. Beef
2. Pasta
3. Sundae
4. Honeydew
5. Pop
6. Fishes
7. Forks
8. Bolognese
9. Omelette
10. The Bear

### Al treilea sezon (2024)
Postat online la 27 iunie 2024.
1. Tomorrow
2. Next
3. Doors
4. Violet
5. Children
6. Napkins
7. Legacy
8. Ice Chips
9. Apologies
10. Forever

### Al patrulea sezon (2025)
Toate episoadele au fost postate pe 25 iunie 2025..
1. Groundhogs
2. Soubise
3. Scallop
4. Worms
5. Replicants
6. Sophie
7. Bears
8. Green
9. Tonnato
10. Goodbye

## Aprecieri
Agregatorul de recenzii online Rotten Tomatoes a înregistrat un rating de aprobare de 99%, cu o evaluare medie de 8,5/10, pe baza a 33 de recenzii. Concluzia recenziilor site-ului este următoarea: „Ca un sandviș pregătit cu pricepere, Ursul reunește cele mai bune ingrediente și le combină pentru cea mai mare plăcere a noastră, rămânând mereu crocante și gustoase”. Metacritic a acordat seriei un scor mediu ponderat de 90 din 100, pe baza a 20 de recenzii, fiind „felicitari unanime”.
Institutul American de Film a desemnat primul sezon ca fiind unul dintre cele mai bune zece programe de televiziune ale anului 2022.

## Premii
- Globurile de Aur 2023  : cel mai bun actor într-un serial muzical sau de comedie pentru Jeremy Allen White
- Premiile Screen Actors Guild 2023  : Cel mai bun actor într-un serial de comedie pentru Jeremy Allen White